# Дрилл-н-бейс
Дрилл-н-бейс (англ. drill and bass, drill ‘n’ bass) — направление в электронной музыке, возникшее в середине 1990-х годов на стыке жанров IDM и драм-н-бейс. Неординарное звучание произведений, написанных в этом стиле, не позволяет причислить исполнителей дрилл-н-бейса к мейнстриму. При этом оно достаточно деликатно в сравнении с родственными поджанрами, например, брейккором.
Один из характерных элементов стиля — использование амен-брейка. Однако важнейшей составляющей этого направления является эффект своеобразной трещотки, создающегося за счёт коротких лупов из ударных семплов (также могут быть задействованы гранулярный синтез, дилей и прочие эффекты). Именно благодаря последнему элементу звучание становится наиболее техногенным, агрессивным и экспериментальным.

## История
Музыкальные эксперименты Ричарда Джеймса, более известного под псевдонимом Aphex Twin, на стыке стилей эмбиент, драм-н-бейс и хардкор-техно привели к написанию одной из известнейших работ жанра — EP Come to Daddy. Структура одного из треков — «Come to Daddy» (Pappy Mix) — включает как мелодичные соло, так и жёсткие перкуссионные партии с резким искажением звука. Именно использование сложных комбинированных брейков отличает стиль от менее громкого драм-н-бейса. Впрочем, провести чёткую границу между поджанрами не представляется возможным.
Несмотря на то, что сходное звучание было достигнуто Майком Парадинасом в его культовом альбоме Lunatic Harness, жанр стал известен лишь после выхода работы Aphex Twin
Результатом дальнейших модификаций звучания стало появление нового поджанра IDM — брейккора.

## Популярные исполнители

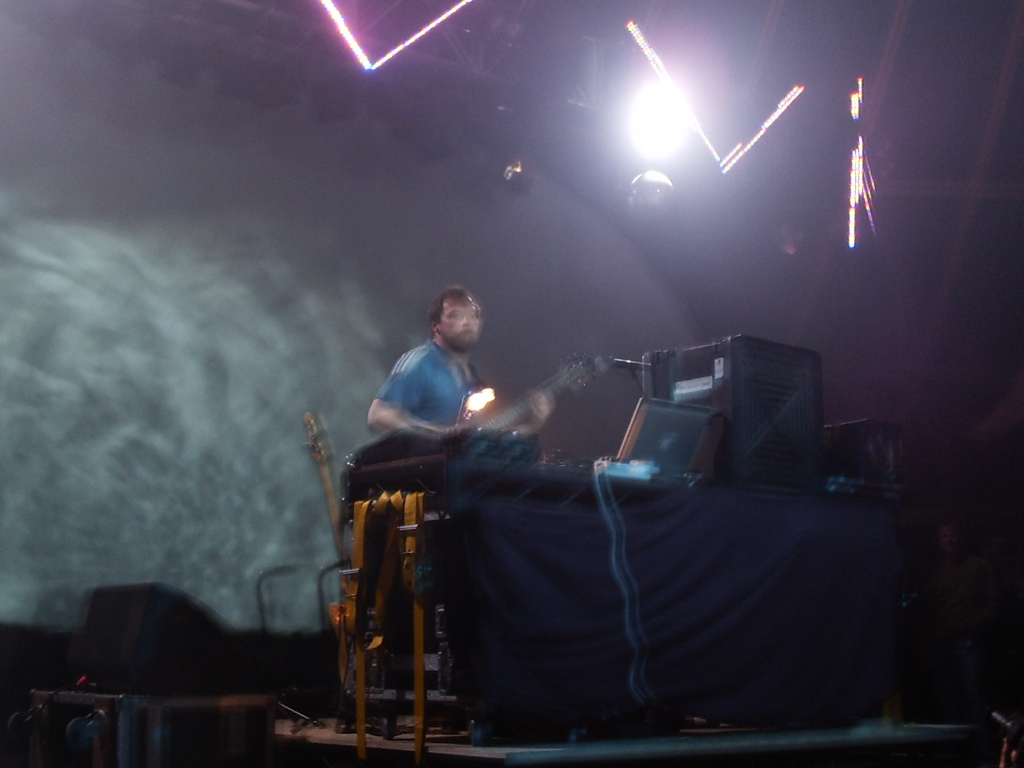
Squarepusher

- The Flashbulb
- Venetian Snares
- Squarepusher
- Aphex Twin
- Orange Dust
- µ-Ziq
- Phoenecia
- Mas Y Menos
- Duran Duran Duran[2]

## Популярные лейблы
- Ninja Tune
- Rephlex Records
- Warp Records
- Planet Mu